# Marly-le-Roi (tổng)
Tổng Marly-le-Roi tỉnh Yvelines trong vùng Île-de-France của Pháp.

## Phân chia hành chính
Tổng Marly-le-Roi bao gồm 3 xã:
- Le Port-Marly: 4412 dân
- Louveciennes: 7111 dân
- Marly-le-Roi: 16 759 dân (thủ phủ)

## Hành chính
| Giai đoạn | Ủy viên          | Đảng | Tư cách |
| --------- | ---------------- | ---- | ------- |
| 1931-1937 | Jean Adam        | FR   |         |
| 2004-2010 | Pierre Lequiller | UMP  |         |